# Lamyatt
Lamyatt – wieś w Anglii, w hrabstwie Somerset, w dystrykcie (unitary authority) Somerset. Leży 38 km na południe od miasta Bristol i 171 km na zachód od Londynu. W 2001 miejscowość liczyła 173 mieszkańców.